# NK Rezovac
Nogometni klub Rezovac nogometni je klub iz Rezovca, naselja u sastavu Grada Virovitice. Trenutačno se natječe u 1. ŽNL Virovitičko-podravskoj. 

## O klubu
Klub je osnovan 1976. godine i djelovao je do 1993. godine. Ponovno obnavlja rad od srpnja 2006. godine.
NK Rezovac igra na stadionu Lanište kapaciteta 1000 gledatelja.
Nadimci su mu Ristovi i Krtice.

## Vanjske poveznice
- znsvpz.hr, Rezovac